# فيرونيكا لانغر
فيرونيكا لانغر (بالإسبانية: Verónica Langer)‏ هي ممثلة أرجنتينية، ولدت في 10 يونيو 1953 في بوينس آيرس في الأرجنتين.

## وصلات خارجية
- فيرونيكا لانغر على موقع IMDb (الإنجليزية)
- فيرونيكا لانغر على موقع قاعدة بيانات الفيلم (الإنجليزية)